# Робітничий клас іде в рай
«Робітничий клас іде в рай» (фр. La classe operaia va in paradiso) — італійська політична драма 1971 року, яку поставив режисер Еліо Петрі.
Фільм став лауреатом Золотої пальмової гілки 25-го Каннського кінофестивалю (разом зі стрічкою «Справа Маттеї» режисера Франческо Розі), премії «Давид ді Донателло» за найкращий фільм року та низки інших кінонагород .

## Сюжет
Лулу Масса працює токарем на одному з міланських заводів. Він зразковий робітник, за що його любить начальство і ненавидять колеги по роботі. Одного разу Лулу втрачає на роботі один з пальців, і, вперше невдоволений умовами роботи, бере участь у страйку, змінюючи прибічників і стаючи на стежку класової боротьби. Після цього його відразу звільняють, а потім наймають знову. В результаті Лулу остаточно заплутався у власних переконаннях…

## У ролях
| Джан Марія Волонте  | ···· | Лулу Масса         |
| Маріанджела Мелато  | ···· | Лідія              |
| Джино Перніче       | ···· | Сіндачаліста       |
| Луїджі Діберті      | ···· | Бассі              |
| Донато Кастелланета | ···· | Маркс              |
| Джузеппе Фортіс     | ···· | Валлі              |
| Коррадо Соларі      | ···· | Мена               |
| Флавіо Буччі        | ···· | фабричний робітник |
| Рената Дзаменго     | ···· | Марія              |
| Сальво Рандоне      | ···· | Мілітіна           |

## Визнання
| Нагороди та номінації фільму «Робітничий клас іде в рай» | Нагороди та номінації фільму «Робітничий клас іде в рай» | Нагороди та номінації фільму «Робітничий клас іде в рай» | Нагороди та номінації фільму «Робітничий клас іде в рай» | Нагороди та номінації фільму «Робітничий клас іде в рай» | Нагороди та номінації фільму «Робітничий клас іде в рай» |
| Рік                                                      | Кінофестиваль/кінопремія                                 | Категорія/нагорода                                       | Номінант                                                 | Результат                                                |                                                          |
| -------------------------------------------------------- | -------------------------------------------------------- | -------------------------------------------------------- | -------------------------------------------------------- | -------------------------------------------------------- | -------------------------------------------------------- |
| 1972                                                     | 25-й Каннський міжнародний кінофестиваль                 | Золота пальмова гілка                                    | Робітничий клас іде в рай                                | Перемога                                                 |                                                          |
| 1972                                                     | 25-й Каннський міжнародний кінофестиваль                 | Спеціальна згадка                                        | Джан Марія Волонте                                       | Перемога                                                 |                                                          |
| 1972                                                     | Премія «Давид ді Донателло»                              | Найкращий фільм                                          | Робітничий клас іде в рай                                | Перемога                                                 |                                                          |
| 1972                                                     | Премія «Давид ді Донателло»                              | Спеціальний «Давид» за акторську гру                     | Маріанджела Мелато                                       | Перемога                                                 |                                                          |
| 1973                                                     | Премія «Золотий глобус»                                  | Найкращий актор                                          | Джан Марія Волонте                                       | Перемога                                                 |                                                          |
| 1973                                                     | Італійський національний синдикат кіножурналістів        | Премія «Срібна стрічка» за найкращу режисерську роботу   | Еліо Петрі                                               | Номінація                                                |                                                          |
| 1973                                                     | Італійський національний синдикат кіножурналістів        | Найкращий актор                                          | Джан Марія Волонте                                       | Номінація                                                |                                                          |
| 1973                                                     | Італійський національний синдикат кіножурналістів        | Найкращий акторка                                        | Маріанджела Мелато                                       | Перемога                                                 |                                                          |
| 1973                                                     | Італійський національний синдикат кіножурналістів        | Найкращий актор другого плану                            | Сальво Рандоне                                           | Перемога                                                 |                                                          |
| 1973                                                     | Італійський національний синдикат кіножурналістів        | Найкращий сценарій                                       | Еліо Петрі, Уго Пірро                                    | Номінація                                                |                                                          |
| 1973                                                     | Італійський національний синдикат кіножурналістів        | Найкращий оригінальний сюжет                             | Еліо Петрі, Уго Пірро                                    | Номінація                                                |                                                          |